# 31 Dywizja Flak
31 Dywizja Flak (niem. 31. Flak-Division) – niemiecka dywizja artylerii przeciwlotniczej z okresu II wojny światowej.
Jednostkę utworzono 1 stycznia 1945 na bazie kadry II Brygady Flak. Zadaniem dywizji było zapewnienie obrony przeciwlotniczej rejonowi Magdeburg - Bielefeld. Była to jednostka słaba, pośpiesznie sformowana w końcowej fazie wojny.

## Skład bojowy dywizji (1944)
- 52 pułk Flak (Flak-Regiment 52)
- 143 pułk Flak (Flak-Regiment 143)
- 108 pułk reflektorów przeciwlotniczych Flak
- 162 batalion łączności

## Dowódcy dywizji
- Generalmajor Herbert Giese (od 1 stycznia 1945)
- Oberst Herbert Röhler (od 20 kwietnia 1945 do kapitulacji)